# تپه پیشین ۱
تپه پیشین ۱ مربوط به سده‌های متاخر دوران‌های تاریخی پس از اسلام است و در شهرستان سرباز، بخش پیشین، ۱ کیلومتری جنوب دهستان پیشین واقع شده و این اثر در تاریخ ۲۷ اسفند ۱۳۸۷ با شمارهٔ ثبت ۲۶۲۰۲ به‌عنوان یکی از آثار ملی ایران به ثبت رسیده است.